# Spirit Airlines
Spirit Airlines là một hãng hàng không giá rẻ có trụ sở tại Miramar, Florida. Spirit cung cấp các chuyến bay thường lệ khắp Hoa Kỳ cũng như vùng biển Caribbean, Mexico và Mỹ Latinh. Thành phố tập trung chủ yếu của hãng bao gồm; Ft. Lauderdale, Dallas / Fort Worth, bao gồm; Ft. Lauderdale, Dallas / Fort Worth, Detroit, Las Vegas, Chicago O'Hare-Houston-Intercontinental, Atlantic City, và Myrtle Beach. Tính đến tháng 2 năm 2015, Spirit là hãng hàng không 2 sao trụ sở tại Hoa Kỳ, theo Skytrax. 

## Đội bay
Tính đến tháng 10/2021:
| Máy bay         | Đang hoạt động | Đặt hàng | Hành khách | Hành khách | Hành khách | Ghi chú                                                                 |
| Máy bay         | Đang hoạt động | Đặt hàng | C          | Y          | Tổng       | Ghi chú                                                                 |
| --------------- | -------------- | -------- | ---------- | ---------- | ---------- | ----------------------------------------------------------------------- |
| Airbus A319-100 | 31             | —        | 10         | 135        | 145        |                                                                         |
| Airbus A319neo  | —              | 31       | TBA        | TBA        | TBA        | Trở thành hãng hàng không đầu tiên của nước Mỹ khai thác Airbus A319neo |
| Airbus A320-200 | 64             | —        | 8          | 174        | 182        |                                                                         |
| Airbus A320neo  | 43             | 48       | 8          | 174        | 182        |                                                                         |
| Airbus A321-200 | 30             | —        | 8          | 220        | 228        |                                                                         |
| Airbus A321neo  | —              | 20       | TBA        | TBA        | TBA        |                                                                         |
| Tổng cộng       | 168            | 99       |            |            |            |                                                                         |